# ズザナ・ルージチコヴァー

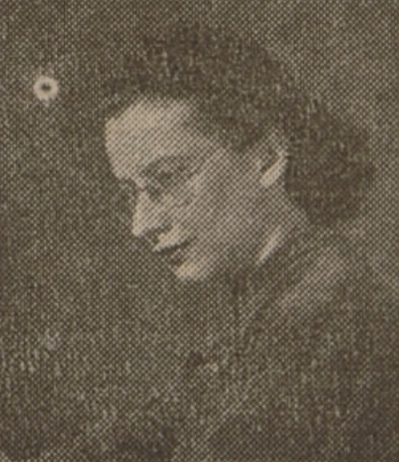
1956年のルージチコヴァー

ズザナ・ルージチコヴァー（Zuzana Růžičková , 1927年1月14日 - 2017年9月27日）は、チェコの有名なチェンバロ奏者。バロック音楽のほかに、プーランクやマルティヌーによるチェンバロのための近代音楽の解釈でも名高い。夫は作曲家のヴィクトル・カラビス。
プルゼニの生まれ。1941年から1945年までナチス・ドイツの強制収容所に送致された後、プルゼニとプラハの音楽学校に学ぶ。1951年よりプラハ音楽院の教壇に立ち、1990年より教授を務める。1978年から1982年までブラチスラヴァ音楽院でも教鞭を執っていた。
1956年西ドイツ放送局主催のチェンバロ国際コンクールで優勝、1964年ライプツィヒにおけるヨハン・ゼバスティアン・バッハ国際コンクールの審査員となる。
演奏家としては、バッハのチェンバロ作品全曲録音を成し遂げており、それらも含めて65枚のアルバムを発表している。日本では、ヨゼフ・スークとの共演によるバッハやヘンデルのヴァイオリンソナタの録音などで知られている。
2017年9月27日、プラハにて没。